# Centre LGBT
Pour les articles homonymes, voir CGL.
Les centres LGBT, ou centres gay et lesbien (CGL), sont des locaux, ouverts au public, dans lesquels toute personne doit pouvoir trouver un accueil, de l'information et une écoute aux questions relatives à l'identité ou à l'orientation sexuelle et affective.
En France, ils sont généralement animés par des associations (déclarées en vertu de la loi française dite loi de 1901) créées spécifiquement et regroupant diverses associations LGBT (lesbiennes, gays, bis et trans), ou bien par des associations faisant office de gestionnaire. L'information et l'écoute sont généralement organisés par chaque association membre du centre LGBT.
Dans les autres pays, la gestion des centres gay et lesbien diffère d'une législation à l'autre.

## En France
En France, le développement des associations trans permet, au cours des années 2010, à de nombreux centres gay et lesbien d'évoluer en centres LGBT, incluant les questions trans.
La fédération LGBTI+ réunit plusieurs associations de centre LGBT.
- Centre LGBT Paris-Île-de-France
- An Nou Allé
- Centre LGBTI+ Lyon[3]
- Centre LGBT de Grenoble[4]
- Iskis - Centre LGBTI+ de Rennes[5]
- Centre LGBTQIA+ Marseille[6]
- La Station - Centre LGBTI Strasbourg[7]

## En Suisse
- Pink Cross
- Clafv[8]
- Fédération genevoise des associations LGBT[9]

## Au Québec
- Centre communautaire LGBTQ+ de Montréal